# Lasioglossum pruinosum
Lasioglossum pruinosum là một loài Hymenoptera trong họ Halictidae. Loài này được Robertson mô tả khoa học năm 1892.

## Hình ảnh

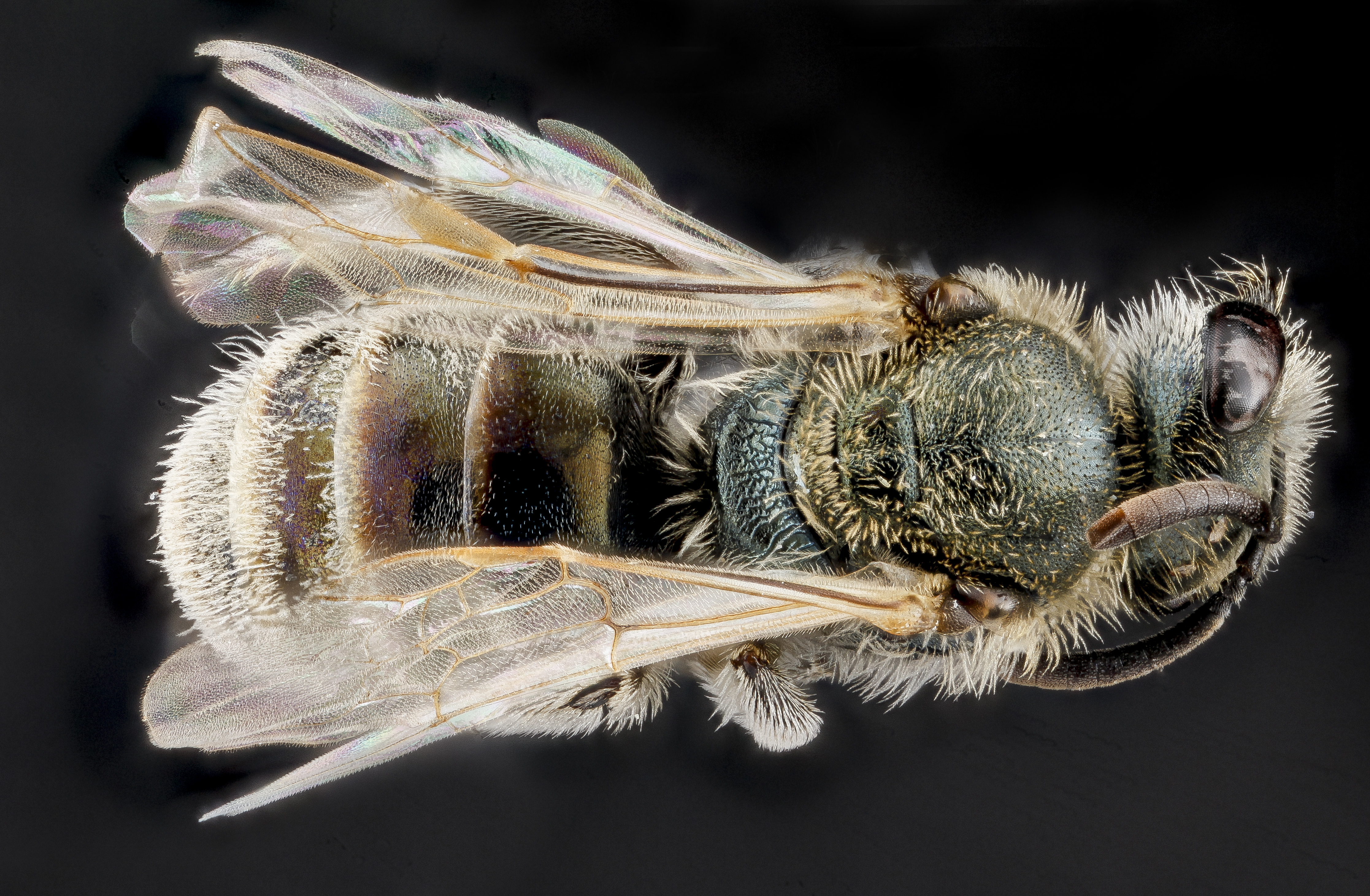